# South West (Australia)
South West è una delle nove regioni dell'Australia Occidentale, situata nell'angolo sud-occidentale dello Stato. La regione si estende su di una superficie di 23.970 chilometri quadrati ed ha circa 123.000 abitanti. Il South West è suddiviso nelle seguenti Local Government Areas:
- Contea di Augusta-Margaret River
- Contea di Boyup Brook
- Contea di Bridgetown-Greenbushes
- Città di Bunbury
- Contea di Busselton
- Contea di Capel
- Contea di Collie
- Contea di Dardanup
- Contea di Donnybrook-Balingup
- Contea di Harvey
- Contea di Manjimup
- Contea di Nannup.

La regione gode di un clima mediterraneo, con estati calde ed inverni umidi. Quasi tutti i 900 millimetri di pioggia che mediamente cadono ogni anno si concentrano fra i mesi di maggio e settembre.
L'economia del South West è molto diversificata: vi è una fiorente industria legata all'ossido di alluminio ed alle sabbie minerali, ma sono presenti anche attività legate all'agricoltura, al legno ed alla viticoltura. Questa regione è inoltre la seconda meta turistica dell'Australia Occidentale dopo la città di Perth.